# Decathlon
The Activision Decathlon, popularmente conhecido como Decathlon, é um jogo eletrônico de esportes escrito por David Crane para o Atari 2600 e publicado pela Activision em 1983. Foi portado para a família Atari de 8 bits , Atari 5200, Commodore 64, ColecoVision e MSX. Até quatro jogadores podiam competir nos dez eventos diferentes de um decatlo da vida real, seja em sequência ou individualmente.
Um dos mais populares jogos eletrônicos de esporte da geração Atari 2600, Decathlon possuía as dez modalidades do decatlo, mostradas de forma criativa e inédita: os 100 metros rasos, salto em distancia, arremesso de peso, 110 metros com barreiras, lançamento do disco, lançamento de dardos, 400 metros rasos, salto com vara, salto em altura, e a longa prova dos 1500 metros rasos. Até quatro players podiam competir diretamente no jogo.
O jogo ficou marcado para sempre para os usuários como o "Quebra-Joystick", pois os movimentos laterais de corrida que eram necessários quebravam um pino interno do Atari CX40.
O comercial do jogo, que foi ao ar em 1983, era estrelado pelo medalhista de ouro olímpico Bruce Jenner.

## Patches do Activision Decathlon Club
Um player cuja pontuação atingisse ou ultrapassasse os valores abaixo, poderia enviar uma foto como prova para receber um emblema do Activision Decathlon Club em uma das cores de uma medalha olímpica:
- 8.600 pontos: Bronze
- 9.000 pontos: Prata
- 10.000 pontos: Ouro

## Recepção
Logo após o lançamento, o Decathlon foi comparado com o popular jogo de arcade da Konami, Hyper Olympic (Track & Field), que foi apresentado no Amusement Machine Show um mês depois, em setembro de 1983. De acordo com a revista Cash Box, várias pessoas afirmaram que havia "semelhanças superficiais" entre os dois jogos.
A versão para Atari 2600 do Decathlon foi revisada pela revista Video em sua coluna "Arcade Alley", onde foi descrita como "um triunfo absoluto da programação imaginativa" e como "uma obra-prima". A revista "Computer and Video Games" classificou a versão VCS em 92%, enquanto a versão ColecoVision obteve uma pontuação de 93%.
Em 1985, o jogo apareceu em segundo lugar no gráfico Atari de 8 bits no Reino Unido.

## Legado
O jogo foi posteriormente reeditado simplesmente como Decathlon pela gravadora britânica Firebird. Foi incluído na compilação Activision Anthology de 2002 para PlayStation 2.